# Лэмпард, Фрэнк (старший)
Фрэнк Ри́чард Джордж Лэ́мпард (англ. Frank Richard George Lampard; 20 сентября 1948, Ист Хэм, Лондон), более известный как Фрэнк Лэмпард-старший (англ. Frank Lampard, Sr.) — завершивший карьеру английский футболист, защитник.
Фрэнк Лэмпард начал карьеру в 1967 году, в английском «Вест Хэм Юнайтед». В составе «Вест Хэма», Фрэнк провёл 660 матчей и забил 20 мячей, и выиграл два кубка Англии в 1975 и 1980 году, стал финалистом Кубка кубков в сезоне 1975/76, а в 1981 стал чемпионом Второго дивизиона.
Лэмпард провёл всего два матча за основную сборную Англии. Его дебют состоялся в октябре 1972 года, в матче против Югославии.

## Карьера
В 1985 году, Фрэнк перешёл в «Саутенд Юнайтед», которым тогда руководил Бобби Мур. В новом клубе Лэмпард провёл 38 игр, перед тем как завершить свою карьеру. С 1994 по 2001, Лэмпард был ассистентом Харри Реднаппа (Реднапп является свояком Фрэнка) в «Вест Хэм Юнайтеде». Сын Фрэнка, Фрэнк Лэмпард-младший, названный в честь отца, известен по выступлениям за «Челси» и сборную Англии.
Жена Фрэнка, Пэт, умерла 24 апреля 2008 года от пневмонии.